# Fernand Cabrol
Fernand Cabrol (Marsiglia, 11 dicembre 1855 – Farnborough, 4 giugno 1937) è stato un teologo e abate francese.
Divenne priore nel 1896 e poi nel 1903 abate nell'abbazia di San Michele a Farnborough, nello Hampshire, Gran Bretagna.
È noto per la sua opera monumentale Dictionnaire d'archéologie chrétienne et de liturgie, realizzata in collaborazione con Henri Leclercq.

## Opere
Fra le altre sue opere, tutte edite a Parigi, ricordiamo: 
- Histoire du cardinal Pitra, 1893;
- Étude sur la Peregrinatio Sylviae, 1895;
- Les origines liturgiques, 1906;
- Introduction aux études liturgiques, 1907;
- La prière liturgique, 1901-1905;
- L'Angleterre chrétienne avant les Normands, 1909;
- Le livre de la prière antique, 1910, 7ª ed., 1929;
- La prière pour la France, 1916; Mon Missel, 1927;
- La Messe, 1927.